# Parafia Przemienienia Pańskiego w Ścieszycach
Parafia Przemienienia Pańskiego w Ścieszycach – rzymskokatolicka parafia znajdująca się w archidiecezji mińsko-mohylewskiej, w dekanacie wilejskim, na Białorusi.

## Historia
W 1786 r. w miejscowości Spas leżącej obok Ścieszyc wybudowano kościół pod wezwaniem Przemienienia Pańskiego z fundacji Ludwika i Izabeliny Kamińskich. Była to filia parafii w Dołhinowie. Świątynia była drewniana, na kamiennej podmurówce, miała "30 arszynów długości i 13,5 arszynów szerokości”, a także dzwonnicę nad fasadą wejściową. Wnętrze kościoła zdobiły trzy ołtarze.
Świątynia funkcjonowała do 1866 r., kiedy to po stłumieniu powstania styczniowego została zamknięta i przebudowana na prawosławną cerkiew. W 1919 r. budynek zwrócono katolikom. Od tego momentu istniała parafia, która przed II wojną światową liczyła około 2500 wiernych. Podczas II wojny światowej wieś Spas została zniszczona, a jej teren został włączony do Ścieszyc. Budynek kościoła istniał do 1957 roku.
Nowy murowany kościół został zbudowany w latach 1993- 1996. Kościół był następnie filią parafii w Kościeniewiczach.

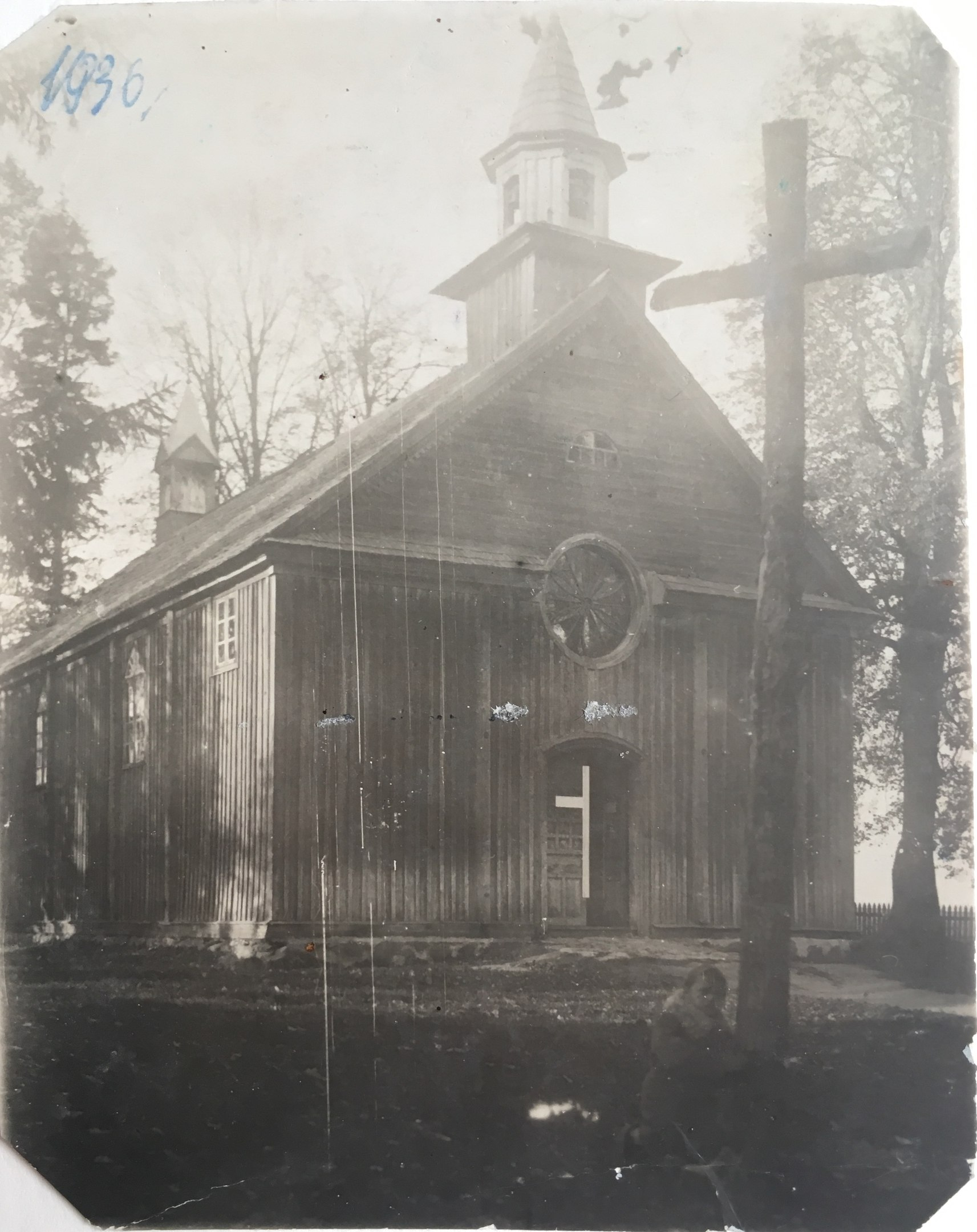
Kościół w Spasie w 1936 r.